# Kruisdraging (Bruegel)

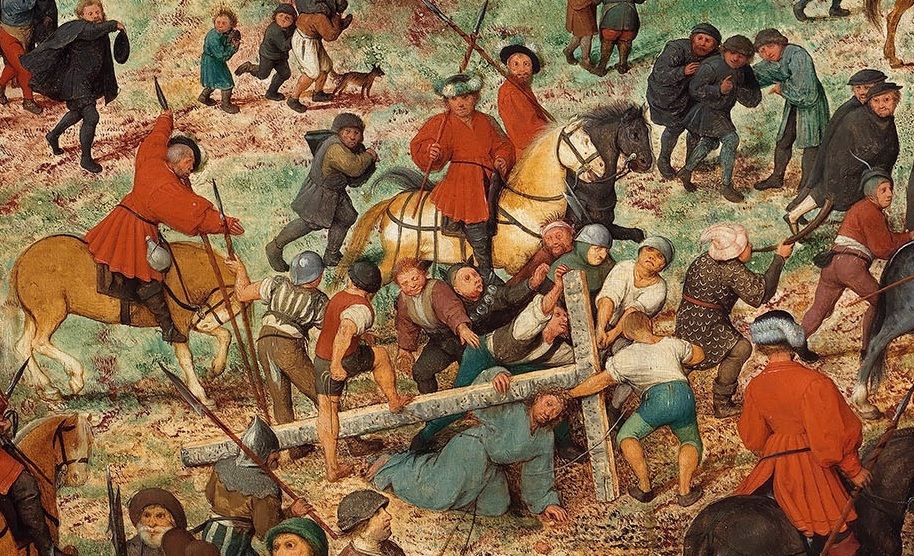
De gevallen Jezus

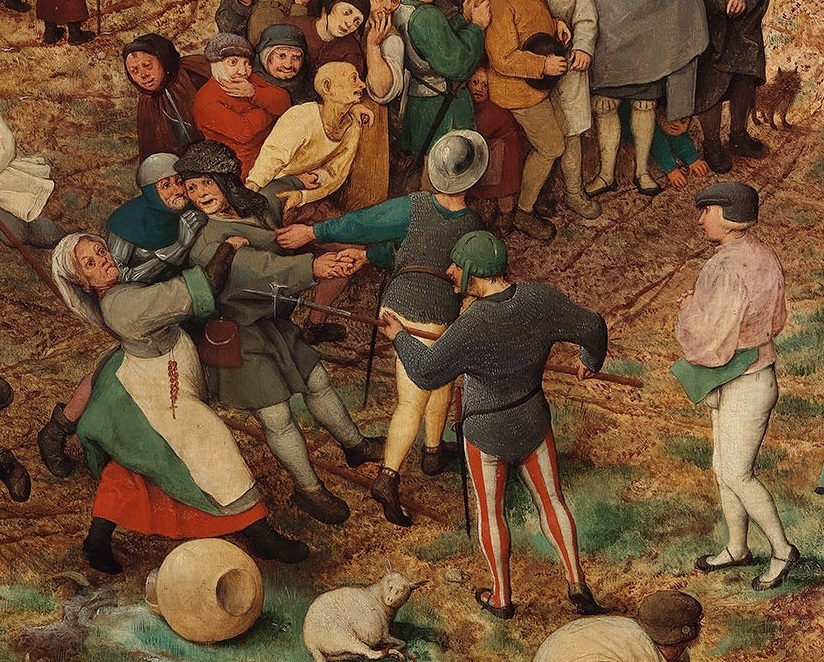
Simon van Cyrene

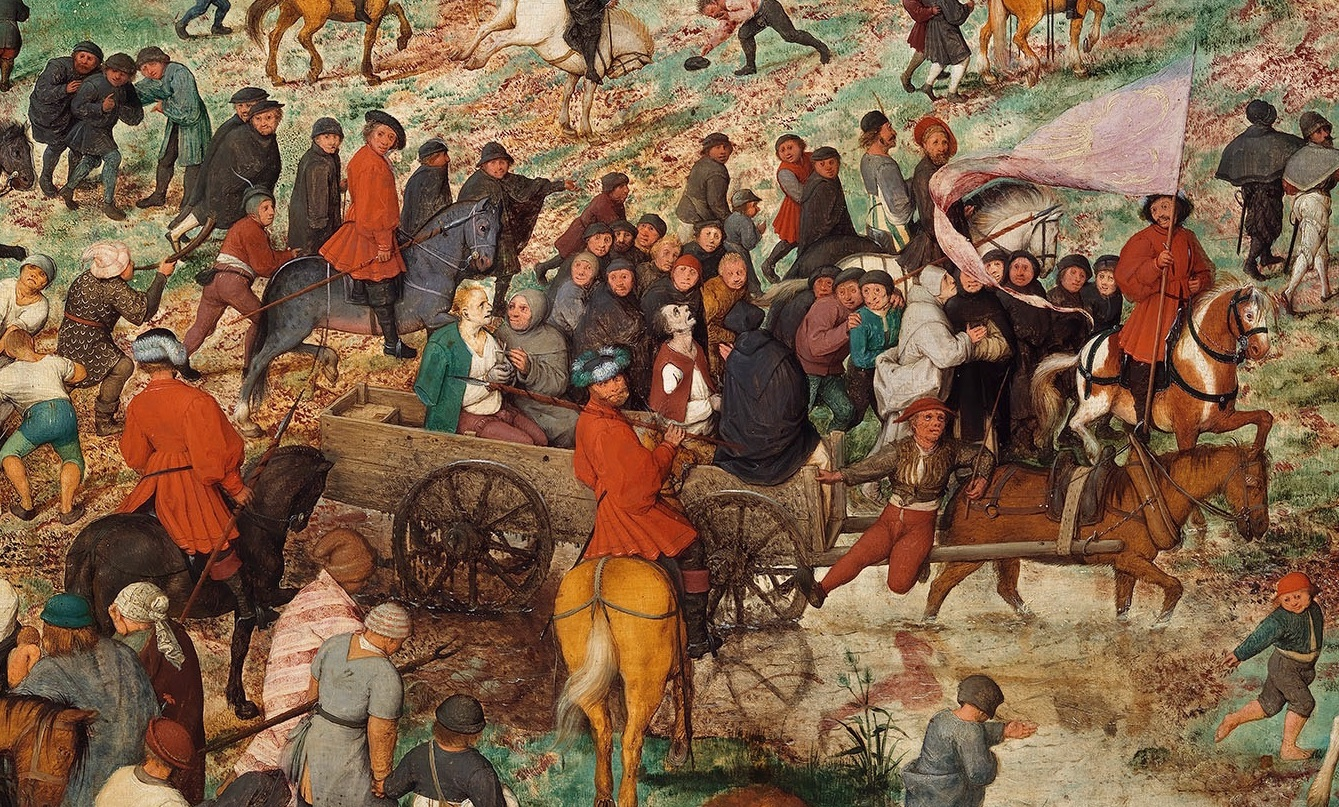
De kar met de goede en de slechte moordenaar

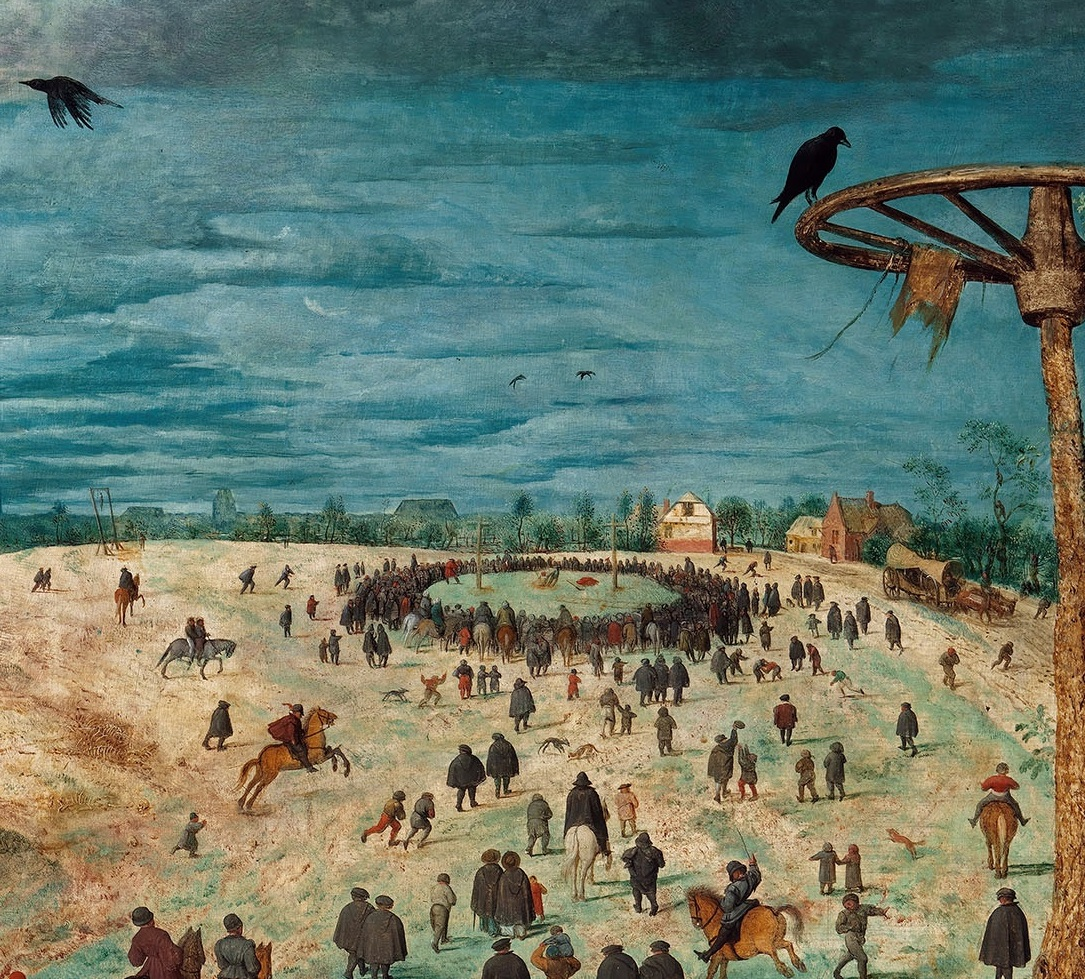
Wachtende toeschouwers aan de terechtstellingsplaats

De Kruisdraging of De Calvarietocht van Christus is het grootste paneel van Pieter Bruegel de Oudere. Het werk uit 1564 is te zien in het Kunsthistorisches Museum in Wenen en draagt rechtsonder de signatuur BRVEGEL · M · D · LXIIII.

## Voorstelling
Jezus is ter dood veroordeeld en wordt naar de terechtstellingsplaats Golgotha (schedelberg) geleid. We zien de stad Jeruzalem links – Brabants van uitzicht met enkele exotische toetsen – en Golgotha rechts. Het in de evangelies beschreven onweer is in aantocht. De opstekende wind doet kleren flapperen en heeft iemand de muts van het hoofd geblazen. Langs de brede weg rijden gerechtsdienaren in rode mantels te paard. Een kring gretige toeschouwers heeft zich verzameld rond de plek waar de put wordt gegraven waarin het kruis moet komen. De kruisen voor de goede en de slechte moordenaar staan al recht. Asgrauw zitten ze op de kar die moeizaam door een plas ploegt. Het been van de voerman wordt in het water weerspiegeld. Achter hen neemt de Heiland het centrum in, maar zo klein dat hij niet in het oog springt. Hij is bezweken onder het gewicht van het kruis waaraan hij zal sterven. Op soldatenbevel gaat Simon van Cyrene helpen, maar zijn vrouw houdt hem tegen, in weerwil van de christelijke paternoster aan haar schort. Twee vrouwen maken wel aanstalten om te helpen. Degene die haar voet in beweging brengt is misschien Veronica. De wenende groep rechtsonder bestaat uit de vrouwen in Jezus' gevolg. Maria trekt grauw weg en wordt getroost door Johannes, terwijl de knielende Maria Magdalena in haar prachtige gewaad weent. De vierde vrouw lijkt te bidden en de vijfde bedekt haar tranen achter een doek.

## Compositie
De structuur van de schilderij is die van een wiel, reeds door Jan van Eyck toegepast in een verdwenen Kruisdraging. De optocht komt uit de stad Jeruzalem links en beweegt zich in een grote boog naar Golgotha rechts, waarbij de rotsklip met de molen fungeert als as. De verschillende groepen nemen vaagweg de vorm aan van spaken. De groep rechts in de voorgrond valt op doordat hij de stijl van de Vlaamse Primitieven meekreeg, in het bijzonder het verstilde verdriet van Rogier van der Weyden.
Sellink meent dat de compositie coherentie mist. De filmmaker Majewski onderscheidt zeven vluchtpunten. Volgens hem kwam Bruegel tegemoet aan de behoeften van het menselijk oog en hield hij alles even scherp. Het is onmogelijk het geheel in één blik te overschouwen. De kijker wordt "binnengetrokken" en dwaalt van de ene plek naar de andere. Hoewel de Calvarietocht traditioneel niet tot de bruegeliaanse "wemelbeelden" (de) wordt gerekend, hoort hij daar feitelijk wel bij. Men heeft er een vijfhonderdtal figuren op geteld.

## Herkomst
De wederwaardigheden van het schilderij kunnen vrij goed worden gevolgd. Op 21 februari 1565 (1566 nieuwe stijl) bevond een Cruysdragere van Bruegel zich in het speelhof Ter Beke van Nicolaas Jonghelinck, klaarblijkelijk de opdrachtgever. In zijn Schilder-Boeck uit 1604 situeerde Karel van Mander twee Kruisdragingen van Bruegel in de collectie van keizer Rudolf II:
oock twee stucken Cruys-dragingen, seer natuerlijck om sien, met altijt eenige drollen [grappen] daer onder
Ongetwijfeld had Rudolf II ze bekomen uit het sterfhuis van zijn broer, landvoogd Ernst van Oostenrijk. Slechts een van de twee versies heeft de tand des tijds overleefd. Van Praag kwam de Kruisdraging terecht in de keizerlijke schatkamer te Wenen. In 1748 werd het werk opgehangen in de kunstgalerij, waaruit het – behoudens de jaren 1781-1783 in het Kasteel van Bratislava – niet meer verdween. De keizerlijke galerij van Wenen ging over in het Kunsthistorisches Museum.

## Film
De Poolse regisseur Lech Majewski bracht het schilderij, dat hij als kind in het museum had bewonderd, tot leven in The Mill and the Cross (2011). Hij baseerde de film op de analyse die kunstkenner Michael Francis Gibson van het schilderij maakte in Le Portement de croix de Pierre Bruegel l'Aîné (1996). Bruegel wordt gespeeld door Rutger Hauer, Maria door Charlotte Rampling en Jonghelinck door Michael York.

## Voetnoten
1. ↑  De wijn van het Sint-Maartensfeest is nog groter, maar dat is tempera op doek en dus geen paneel.
2. ↑  Karel van Mander, Het leven van Pieter Brueghel, uytnemende Schilder van Brueghel, in: Het Schilder-Boeck, fol. 233v. Gearchiveerd op 15 juli 2023.

Landschap met de parabel van de zaaier (1557) · Wie een varken is, moet in het kot (1557) · Twaalf spreekwoorden (1558) · De spreekwoorden (1559) ·  De strijd tussen Vasten en Vastenavond (1559) · De kinderspelen (1560) · De zelfmoord van Saul (1562) · Twee aapjes (1562) · De val der opstandige engelen (1562) · De triomf van de dood (ca. 1562) · Dulle Griet (1563) · De vlucht naar Egypte (1563) · Gezicht op de baai van Napels (ca. 1563) · De bouw van de toren van Babel (1563) · De aanbidding door de wijzen in de sneeuw (1563) · De kruisdraging (1564) · De aanbidding door de wijzen (1564) · De ontslaping van Maria (ca. 1564) · Christus en de overspelige vrouw (1565) · De hooitijd (juni/juli) (1565) · De oogst (augustus/september) (1565) · De terugkeer van de kudde (oktober/november) (1565)  · Jagers in de sneeuw (december/januari) (1565) · De sombere dag (februari/maart) (1565) · Winterlandschap met schaatsers en vogelknip (1565) · De kindermoord te Bethlehem (ca. 1566) · De boerenbruiloftsdans (1566) · De volkstelling te Bethlehem (1566) · De prediking van Johannes de Doper (1566) · De Sint-Maartenswijn (1566-67) · Het Land van Kokanje (Luilekkerland) (1567) · De bekering van Paulus (1567) · Het bruiloftsmaal (ca. 1567) · De dorpskermis (ca. 1567) · De toren van Babel (ca. 1568?) · Drie soldaten (1568) · De nestrover (1568) · De misantroop (1568) · De parabel van de blinden (1568) · Hoofd van een boerin (ca. 1568) · De kreupele bedelaars (1568) · De ekster op de galg (1568)
Landschap met de verschijning van Christus aan het meer van Tiberias (1553) · De aanbidding door de wijzen (ca. 1556) · De val van Icarus (ca. 1565)
De grote vissen eten de kleine · Zeeslag in de Straat van Messina